# 野村天圭衣
野村 天圭衣（のむら てんけい）は、日本の華道家である。

## 来歴
石川県小松市出身。2013年1月に石川県観光親善大使に就任した。石川県の観光PRを目的とした2014年カレンダーの制作を行い、観光名所と生け花の風景写真などを撮影した。
また、環境王国こまつ親善大使を務めている。